# Acantharctia suffusa
Acantharctia suffusa är en fjärilsart som beskrevs av Rothschild 1935. Acantharctia suffusa ingår i släktet Acantharctia och familjen björnspinnare. Inga underarter finns listade i Catalogue of Life.